# Histoire de la peinture en Italie
Histoire de la peinture en Italie est un ouvrage de Stendhal publié en 1817, six ans après que l’écrivain en eut formulé le dessein dans une lettre datée du 25 octobre 1811, à Bologne. Il s’agit au départ pour Stendhal de présenter à ses lecteurs un manuel sur la peinture italienne. Le livre s’ouvre sur une introduction historique recontextualisante puis se divise en sept livres et cent quatre-vingt-quatre chapitres qui sont, en réalité, tous relatifs à l’école florentine, la seule étudiée par Stendhal. Dans un épilogue à visée pédagogique, l’auteur propose enfin un cours de cinquante heures pour s’initier en peu de temps à la peinture italienne. Quoique le livre ait été conçu pour être un manuel, l'auteur s'adonne à des commentaires personnels sur certaines œuvres d'art et plutôt qu'instruire techniquement son lecteur, comme on pourrait s'attendre à la lecture d'un manuel, il semblerait que Stendhal vise surtout à lui apprendre à apprécier et à sentir l'œuvre d'art.
Lorsque Stendhal a entrepris l'écriture de cet ouvrage il n'avait pas encore écrit de roman, pourtant on peut y apercevoir des traits caractéristiques du style stendhalien qui seront reconnus postérieurement, tels que le plaisir de conter, les adresses au lecteur ou l'aspect conversationnel de son œuvre.

## Genèse de l’œuvre
Décelant un manque d’ouvrages relatifs à ce sujet, Stendhal entreprend l’écriture de ce manuel dédié à la peinture italienne à la fin de l’année 1811. Les douze volumes d’Histoire de la peinture en Italie sont rapidement achevés mais un certain nombre d’événements viennent finalement bouleverser son élaboration et sa parution. En 1812, lors de la retraite de Russie, les bagages d’Henri Beyle, qui dans les années 1810 n’apparaît pas encore sur la scène littéraire sous le pseudonyme de Stendhal, sont pillés par les cosaques et seul le douzième volume est sauvé. Deux ans plus tard, à la suite de la défaite de Napoléon, Stendhal est ruiné et tente de gagner sa vie en publiant les Vies de Haydn, de Mozart et de Métastase (1814) et en collaborant à maintes revues journalistiques, d’où son abandon provisoire du manuscrit. En 1816, sa rupture avec la sulfureuse Angela Pietragrua l’attriste profondément et c’est alors seulement que l’écrivain reprend son manuel et finit par le publier en 1817, anonymement. 
	L’écriture d’Histoire de la peinture en Italie apparaît donc d’abord comme un moyen thérapeutique pour Stendhal d’échapper à la morosité et, la mise en contexte de l’élaboration de ce texte nous permet de déchiffrer peu ou prou son paradoxe. En effet, si le lecteur s’attend à lire un ouvrage pédagogique, il est vite déconcerté par ce livre qui apparaît bien plus comme un guide de voyage ou comme un texte profondément égotiste. À cette époque Henri Beyle souffre de sa situation précaire et cherche déjà dans l’écriture un moyen de mettre son moi en scène. L’écriture de cet ouvrage est ainsi d’ores et déjà celle du plaisir et de l’exposé de soi. Les nombreuses digressions de l’auteur (anecdotes, réflexions sur le beau idéal, références occultes) font de Stendhal un piètre pédagogue mais déjà un écrivain à la plume singulière.

## Originalité controversée
Malgré l’indifférence de la critique à la sortie du livre, postérieurement son auteur a été accusé de plagiat. Il aurait en effet repris en grande partie ce qu’avait écrit Luigi Lanzi dans La Storia Pittorica, parue en 1792. À ce propos, dans les années 1914, Paul Arbelet, linguiste français et spécialiste de Stendhal, remet en question dans son œuvre intitulée L’Histoire de la peinture en Italie et les plagiats de Stendhal, la fiabilité de ce livre et démontre que Stendhal aurait assurément repris diverses parties du livre de Luigi Lanzi.
	Pourtant, d’autres critiques défendent que Stendhal a réalisé une œuvre différente de La Storia Pittorica car, différemment de l’ouvrage savant de Lanzi, dans son livre l’aspect personnel prend la place de la description historique. Ainsi, David Wakefield, par exemple, en 1973, affirme que l’Histoire de Stendhal serait « un ambitieux essai de synthèse entre divers champs du savoir, où l’art croise des domaines aussi différents que l’étude des tempéraments, l’histoire culturelle ou la sociologie. »  Heinrich Wölfflin, historien de l’art qui a écrit l’introduction de la première traduction allemande de l’Histoire de la Peinture en Italie, affirme à son tour que cet ouvrage est « plein de vie, d’audace et d’originalité, l’exacte opposé de la savante et laborieuse compilation de l’antiquaire florentin Luigi Lanzi. » 
	Les avis sont donc partagés entre ceux qui affirment que Stendhal aurait commis du plagiat et ceux qui défendent l’originalité d’un œuvre qui se veut un manuel d’histoire de l’art mais qui abonde en réflexions personnelles. En effet, il semblerait que le caractère subjectif dont le texte est imprégné soit l’élément le plus original et le plus frappant de l’Histoire. Malgré les accusations de plagiat, Stendhal est en devenir et l’écriture égotiste qui le caractérisera grandement se perçoit déjà dans cet ouvrage.

## L’empire du récit
Bien qu’en 1815, Henri Beyle ne soit pas encore Stendhal et n’ait pas encore écrit un seul de ses romans, Histoire de la peinture en Italie présente un certain nombre de passages narratifs dans lesquels l’écrivain semble déjà s’adonner au plaisir de conter, de raconter des histoires. Ainsi, l’ouvrage de 1817 abonde en anecdotes au sujet de la vie en Italie à travers les différentes époques évoquées par l’auteur. De plus, les chapitres consacrés aux vies de Léonard de Vinci et de Michel Ange se caractérisent grandement par cette richesse diégétique. Léonard de Vinci semble, sous la plume de Stendhal, devenir lui-même un personnage de l’auteur : « Cette âme délicate et tendre fuyait avec une horreur qui choque le vulgaire toutes les choses qui peuvent blesser par leur laideur. » (p. 209) Les temps du récit que sont l’imparfait et le passé simple prédominent dans ces chapitres et l’histoire racontée apparaît déjà comme essentielle pour Stendhal. Ainsi, même dans un texte à visée didactique comme celui-ci, le récit demeure souverain.
	De la même manière, lorsque Stendhal se prend à décrire certains œuvres d’art, il énonce un cadre spatio-temporel et présente l’action du tableau décrit comme s’il s’agissait d’une circonstance de récit. Il en est ainsi dans la description de la Bataille de Pise : « Le jour de l’action, la chaleur était accablante, et une partie de l’infanterie se baignait tranquillement dans l’Arno, lorsque tout à coup l’on cria aux armes : un des généraux de Florence venait d’apercevoir l’ennemi en pleine marche d’attaque sur les troupes de la République. » (p. 383) Stendhal présente l’œuvre d’art à travers l’Histoire, ce qui lui permet d’introduire ses remarques sur l’œuvre dans un cadre narratif, rendant ainsi la lecture du texte moins technique. En effet, ceci n’est pas l’objet principal de cet ouvrage ; ce qui prime sous la plume stendhalienne est avant tout la narration.
	Toutefois, il arrive que le récit soit remplacé par des descriptions visant à placer l’objet décrit sous les yeux du lecteur. Dans la description du Déluge, par exemple : « Il y a dans le Déluge une barque chargée de malheureux qui cherchent en vain à aborder l’arche [...] l’eau pénètre, on la voit couler à fond », « près de la se trouve le sommet d’une montagne [...] mais la colère de Dieu redouble, il achève de les détruire par la foudre et des torrents de pluie. » (p.399). Stendhal crée un effet de proximité grâce aux locutions « il y a » et « près de là », grâce à l’emploi du présent de l’indicatif, mais surtout grâce à l’énumération des faits qui semblent se dérouler sous les yeux du spectateur. Ce procédé est appelé hypotypose et c'est une manière particulière de décrire. Ainsi, Stendhal paraît employer ce procédé pour créer chez son lecteur un fort effet de présence dans la scène décrite : « Nous voici déjà vis-à-vis le Jupiter Mansuetus des Grecs, c'est-à-dire à cette tête sublime, éternelle admiration des artistes. Vous observez qu’elle a le cou très gros et chargé de muscles, ce qui est une des principales marques de la force. Elle a le front extrêmement avancé, ce qui est le signe de la sagesse. » (p. 242-243)
	Dans ce court fragment l’emploi déictique de l’adverbe « voici » et du démonstratif « cette », ce dernier pouvant s’interpréter comme pseudo-déictique dans ce cas, repère le locuteur par rapport au moment de l’énonciation et entraîne une impression d’instantanéité à la lecture de la description. Enfin, le verbe « observer » établit un rapprochement spatial entre le lecteur et l’auteur, comme si celui-ci montrait à celui-là l’objet qui se trouverait face à eux. Stendhal rend ainsi visible l’œuvre à son lecteur dans certains passages non seulement en omettant l’emploi de termes techniques qui seraient pourtant attendus dans un manuel d’art mais également en décrivant la scène de manière à mettre l'objet décrit sous les yeux du spectateur.

## L’aspect conversationnel
Notes de bas de page : Le ton conversationnel est aussi l’une des caractéristiques premières de l’écriture stendhalienne et les nombreuses notes de bas de pages permettent un échange complice avec le lecteur. Cet aspect stylistique de l’œuvre relève d’un dialogisme très apprécié par Stendhal et suppose une participation du lecteur qui est amené à consulter les notes de l’auteur, à la fois saillantes par leur longueur remarquable et dissimulées par rapport au texte principal. En outre, Stendhal se permet quelques jeux d’esprit avec le lecteur en empruntant certaines citations à Virgile (écrites en latin) ou en s’adressant directement à lui en italien. Or, fréquemment ces citations ne sont pas traduites. Stendhal présuppose donc un public suffisamment instruit pour comprendre les langues étrangères. Le lectorat auquel il s’adresse semble déjà se constituer de quelques privilégiés, ses semblables, les happy few.
Autres adresses au lecteur : Si les notes de bas de page affluent tout au long de l’Histoire de la peinture en Italie, Stendhal s’adresse aussi constamment à son lecteur au sein du texte soit pour lui rappeler ce qu’il connaît déjà ; soit pour l’inviter à aller voir ce qu’il appréciera sans doute (« On voit un de ces crucifix à Santa Croce, église que vous verrez avec plaisir à Florence. » p.91) Le lecteur rêvé de Stendhal est son égal, c’est pourquoi il arrive bien souvent que l’écrivain se dispense de décrire le visuel, les couleurs ou les traits d’une œuvre. Ainsi, dans les pages consacrées au Cénacle de De Vinci, Stendhal écrit : « Il est impossible que vous ne connaissiez pas ce tableau. » (p. 181) et passe directement à ce qui le frappe dans cette peinture murale, à savoir la justesse d’expression rendue par les attitudes des personnages, le mouvement orienté de l’œil du spectateur et surtout la vérité dévoilée par l’œuvre.
En pensant s’adresser à un lecteur qui lui est semblable du point de vue de l’âme et de la sensibilité, Stendhal fait régulièrement usage de l’exophore mémorielle : « Le lecteur a-t-il voyagé ? Je le prie de se rappeler son entrée à Naples et à Rotterdam ». (p. 272). Passer peu ou prou sur les descriptions permet à Stendhal de soumettre à son lecteur, non pas une leçon sur l’art, mais un exposé des effets que l’art produit sur son âme.
Interlocuteurs fictifs : Enfin, comme dans Les Promenades dans Rome, Stendhal se plaît à introduire des interlocuteurs fictifs au sein de son ouvrage pour permettre une interaction dans le texte. L’ « aimable inconnu » du livre V permet à l’auteur de présenter à ses lecteurs une conversation sur le style antique dans laquelle Stendhal se place comme le maître détenant toutes les réponses qu’un interlocuteur lambda pourrait se poser. De même au livre VII, Stendhal présente une conversation avec un Duc et avec des amis. Ces conversations retranscrites au style direct peuvent apparaître comme l’un des moyens pédagogiques dont se sert Stendhal pour transmettre ses idées.

## Subjectivisme
Bien qu’il soit évident qu’une œuvre de ce type ne puisse se défendre du subjectivisme en raison des choix des œuvres qui n’appartiennent qu’à l’auteur, Histoire de la peinture en Italie va plus loin en procédant continuellement à une mise en scène du moi écrivant. C’est-à-dire qu’un certain nombre de procédés viennent renforcer l’aspect éminemment subjectif du texte stendhalien. Les hyperboles abondent, ainsi que l’emploi de la première personne révélant deux des caractéristiques de l’écriture stendhalienne que sont l’interventionnisme et l’égotisme. Le fragment suivant en témoigne : "Je puis avoir tort ; mais ce que je dirai de Cimabue, de Giotto, de Mosaccio, je l'ai senti réellement devant leurs ouvrages, et je les ai toujours vus seul. J'ai en horreur les cicerone de toute espèce. Trois ans de mon exil ont été passés en Toscane, et chaque jour fut employé à voir quelque tableau. Aujourd'hui que j'ai visité une quantité suffisante de tableaux de Cimabue, je ne ferais pas un pas pour les revoir. Je les trouve déplaisants. Mais la raison me dit que sans Cimabue nous n'aurions peut-être jamais eu l'aimable André del Sarto, et je ferais vingt lieues avec plaisir pour voir une seconde Madonna del sacco." (p. 93)
Stendhal ne cherche pas à inculquer à ses lecteurs un savoir réglementaire au sujet des œuvres que la doxa encourage à connaître et à apprécier, en revanche, il tente de leur inculquer une façon de ressentir l’art (« [sentir] réellement »). Ainsi, l’Ethos dont il se vêt dès le début de l’ouvrage est celui d’un auteur qui sait sentir et se laisser mouvoir par l’art. Car l’expérience de la peinture est avant tout pour lui une expérience sensorielle et émotive. Toutefois, Stendhal feint parfois de laisser à son lecteur la liberté d’apprécier ou non les œuvres qu’il évoque en faisant cependant valoir son avis, comme ici : « Je conçois bien que l’on n’ait pas de plaisir à voir les œuvres de Giotto. Si l’on dit : « Que cela est laid ! » on peut avoir raison ; mais si l’on ajoute : « Quel peintre pitoyable ! » on manque de lumières. » Autrement dit, l’écrivain n’hésite pas à souligner ce qui lui plaît et ne lui plaît pas tout au long du texte.
En outre, maintes fois, le manuel s’efface au profit du journal et Stendhal propose à ses lecteurs un commentaire des œuvres au moment où il les voit, ce qui explique les nombreux passages au présent justifié par l’écriture diariste. L’auteur propose à ses lecteurs une expérience de l’art instantanée, sans prise de recul, par conséquent une expérience de l’art plus pure et spontanée. L’écriture diariste s’explique en partie par l’aspect thérapeutique que détient cet ouvrage pour Stendhal ; comme il l’explique : « Je fus bien surpris quand, étudiant la peinture uniquement par ennui, je trouvai qu’elle portait un baume sur des chagrins cruels. » (p.165) 
Aussi, Stendhal lutte contre ses pulsions et sa soif d’écrire sur ce qu’il aime et parvient avec difficulté à se conformer au modèle canonique d’un manuel : « Il ne faudrait que céder à la tentation. Raphaël et le Corrège sont déjà nés ; mais l’ordre, l’ordre cruel sans lequel on ne peut percer en un sujet si vaste nous force à finir Florence avant d’en venir à ces hommes divins. » (p. 151) Il admet lui-même qu’il lui est difficile de respecter l’ordre chronologique tant il a hâte d’aborder les peintres qu’il admire, d’où les nombreuses digressions présentes dans l’ouvrage. Cette caractéristique de l’œuvre explique que aussi qu’elle ne soit pas devenue une référence en matière de manuel sur la peinture italienne. Histoire de la peinture en Italie est avant tout un ouvrage sur Stendhal et les nombreuses marques de subjectivité qui s’y joignent témoignent de ce choix de mettre le moi au premier plan.

## Digression sur le beau idéal
Les livres IV, V et VI se présentent comme une longue digression de l’auteur, lequel introduit une réflexion sur le beau idéal antique et le beau idéal moderne. Ces trois livres rompent avec le style qui était alors à l’œuvre dans les livres précédents comme en témoigne cette phrase de l’auteur : « Je prie qu’on excuse trente pages d’une sécheresse mathématique. » (p. 268). Les chapitres sont plus courts et l’analyse est prise dans une rigueur quasi scientifique. Il s’agit peut-être là des chapitres les moins accessibles pour le lecteur. Pour Stendhal, c’est un moyen de défendre le beau idéal moderne contre l’imitation du beau idéal antique. Et cela vaut pour la peinture comme pour la littérature qu’il n’hésite pas à évoquer en comparaison. Le beau idéal antique serait incompatible au XIXe siècle en raison du changement de la société et des tempéraments. « Les modernes se battent fort peu » explique Stendhal. C’est pourquoi les représentations sur le mode de la force doivent être bannies au profit de la grâce, de l’élégance, de la taille svelte et de l’agilité des personnages dépeints. L’idée de Stendhal est de mettre fin à l’imitation de l’art antique, car si le monde et la société ont changé, c’est aux artistes (et aux écrivains) de le faire ressentir aux spectateurs au travers de leurs œuvres.

## notes et références
1. ↑  Les passages cités tout au long de cet articles seront empruntés à l'édition suivante de l'œuvre : BEYLE, Henri, Histoire de la peinture en Italie, commenté par Victor Del Litto, Édition Gallimard, 1996, Folio, Essais.
2. ↑   Tome 1 et tome 2 disponibles dans Gallica.
3. ↑  GALLO, Daniela (dir.), Stendhal, historien de l’art, Presses Universitaires de Rennes, 2012. Introduction disponible sur : http://www.pur-editions.fr/couvertures/1350374962_doc.pdf
4. ↑  WAKEFIELD, David, Stendhal and the Arts, Londres, Phaidon, 1973, p. 1. cité par GALLO, Daniela (dir.), Stendhal, historien de l’art, Presses Universitaires de Rennes, 2012.
5. ↑  WOLFFLIN, Heinrich cité par GALLO, Daniela (dir.), Stendhal, historien de l’art, Presses Universitaires de Rennes, 2012.